# Introducció
En un assaig, article o llibre, la introducció és una secció inicial el propòsit principal de la qual és contextualitzar el text font o ressenyat que està exposat a continuació, en general en forma de cos o desenvolupament del tema, i posteriorment com a conclusions.
A la introducció normalment es descriu l'abast del document, i se'n dona una breu explicació o resum. També pot explicar alguns antecedents que són importants per al posterior desenvolupament del tema central. Un lector en llegir la introducció hauria de poder fer-se una idea sobre el contingut del text, abans de començar la seva lectura pròpiament dita.

## Aplicació tècnica
En articles tècnics, la introducció generalment inclou una o més subseccions estàndard, com el són el resum o síntesi, el prefaci i els agraïments. La introducció també pot ser un capítol més del treball en si, dividit en les subseccions anteriorment esmentades. Quan el llibre es divideix en capítols numerats, per convenció la introducció i qualsevol altre assumpte davant de les seccions de cos o desenvolupament no s'enumeren (o s'enumeren de manera diferent) i precedeixen al capítol 1.
El concepte d'introducció és independent del contingut del document al com introdueix. Sempre ha de presentar l'objecte o problema a desenvolupar, es tracti d'una especificació formal, un producte, un personatge o un ens qualsevol. Com el resum o síntesi.